# 加尼特 (密歇根州)
加尼特（英語：Garnet）是位於美國密歇根州麥基諾縣哈德森鎮區的一個非建制地區。

## 地理
加尼特所處的海拔為高於海平面256米（即840英呎），而該地所採用的時區為UTC-5，即北美东部時區（EST）。同時該地設有夏令時間，為UTC-5調快一小時，即UTC-4（EDT）。